# Utensil
Mit dem Ausdruck Utensilien (von lateinisch uti „etwas verwenden, nutzen“; im Deutschen meist plural gebraucht) bezeichnet man Dinge oder Sachen, die zur Verrichtung einer Aufgabe heranzuziehen sind, bzw. ergänzend benötigt werden.

## Arten
Dazu zählen:
- Accessoires
- Arbeitsgeräte
- Gebrauchsgegenstände
- Geräte
- Hilfsmittel
- Instrumentarium
- Requisiten
- Werkzeug
- Zubehör